# Далёкая невеста
«Далёкая невеста» — советская лирическая комедия 1948 года режиссёра Евгения Иванова-Баркова.
Лидер кинопроката СССР 1948 года — занял 4-е место — фильм посмотрели 26,8 миллиона зрителей.
Первая туркменская музыкальная комедия, с большим успехом демонстрировавшаяся более чем в 50 странах мира.
Фильм был номинирован на главный приз Кинофестиваля в Карловых Варах (1948), авторы удостоены Сталинской премии (1949).

## Сюжет
Донской казак Захар Гарбуз, демобилизовавшись после Победы, едет в Туркменистан, где живёт его невеста Гюзель, знатная туркменская колхозница, специалист коневод, с которой они познакомились, когда она во время войны приезжала к ним в кавалерийскую часть чтобы передать для фронта ахалтекинских лошадей.
Но их радостная встреча произойдёт не сразу — а началось всё с того, что по вине рассеянного почтальона Мергена, вечно всё теряющего, Захар не получил телеграмму от Гюзель,что она ждёт его, но сама встретить не сможет и на станции его встретит колхозный шофёр Сарры, который в момент встречи всё напутал…
Прибыв на станцию, Захар решает, что раз его никто не встречает — то невеста его не ждёт, и едет в соседний колхоз к фронтовому другу Кериму. Здесь он знакомится с его невестой Джамал. Керим, узнав, что друга не встретила его невеста, и замечая хорошие отношения между Захаром и Джамал, ошибочно принимает это за любовь и решает не мешать их счастью. Джамал не понимает поведения Керима. Гюзель, не понимает почему не едет Захар. Отец Керима — председатель колхоза Алты-ага, который, чтобы оставить Захара в своём колхозе хочет женить Захара на Джамал, говорит матери Гюзель об этом как о действительном факте, на что та, подумав, что Захар обманул её дочь, назло отвечает, что Гюзель тоже выходит замуж. Узнав об этом Захар собирается уехать обратно на Тихий Дон, чтобы не мешать счастью Гюзель, но его как кавалериста Алты-ага упрашивает принять участие в скачках — соревновании между колхозами.
На скачках ситуация ещё больше запутывается, череда забавных недоразумений и случайностей всё нарастает, и уже непонятно, как героям удастся разрешить недопонимание и встретиться…

## В ролях
- Василий Нещипленко — Захар Гарбуз
- Алты Карлиев — Керим Сердаров
- Аман Кульмамедов — Алты-ага, отец Керима
- Софья Клычева — Гюзель
- Мариам Шафигулина — Джамал
- А. Овезова — Ай-Биби, мать Гюзель
- К. Мурадова — Кумыш
- Сарры Каррыев — Сарры, шофёр
- Мурад Сеидниязов — Мерген, почтальон
- Ашир Миляев — начальник почты
- Саша Кириллов — Ваня
- Давлетбай Ходжабаев — эпизод

## Песни
В фильме звучат песни на слова поэта Виктора Винникова, музыка Климентия Корчмарёва.

## Награды и премии
Номинация на главный приз Кинофестиваля в Карловых Варах (1948).
Сталинская премия II степени (1949) — режиссёру Евгению Иванову-Баркову, оператору Андрею Булинскому и исполнителям главных ролей актёрам Василию Нещипленко и Алты Карлиеву.

## Критика
Исполнение ролей актёрами было высоко оценено и современными фильму критиками и киноведами:

В «Далёкой невесте» только одну роль Захара играет русский артист. Актёры — туркмены уверенно овладели искусством создания глубоко содержательных образов. М. Сейдниязов играет Мергена с такой непосредственностью, так экспансивно, что в зрительном зале готовы и понять и простить «родную душу». Мягко, с юмором и тонкой мимикой играет А. Овезова роль Ай—Биби. Колоритна комедийная пара — мотоциклист Сары (С .Каррыев) и девушки—шофера Кумыш (К. Мурадова). Свежо и взволнованно передает В. Нещилленко смену противоречивых чувств и настроений Захара Гарбуза — красивую, благородную душу советского человека. В главных женских ролях снимались юные дебютантки. Поэтичен, изящен созданный С. Клычевой образ Гюзель. Лукаво, с искорками задора, с подлинным увлечением проводит роль Джамал туркменская балерина М. Шафигулина.— Огонёк, 1948
Роль отца Керима председателя колхоза Алты-аги считается лучшей киноработой актёра Амана Кульмамедова:

Точно, с национальным чувством юмора были сняты сцены, где Алты-ага долго и по-восточному цветисто представляет Захару свою многочисленную родню, а затем, стремясь удержать Захара в колхозе, собирает совет старейшин, этакий туркменский "ареопаг". Обаятельный образ Алты-ага создал народный артист Аман Кульмамедов. Это, пожалуй, самая лучшая роль виднейшего мастера туркменского театра из всех, сыгранных им в кинематографе. Живо и непринуждённо сыграл артист М. Сейдниязов роль рассеянного телеграфиста Мергена.— Х. Абул-Касымова — Искусство советского кино: 1941—1952. — М.: Искусство, 1975. — стр. 254—255
В целом положительно принятом критикой фильме киноведами отмечались и недостатки:

Дружба русского и туркменского парней, приехавших в Среднюю Азию с фронта и обосновавшихся в колхозе, показана лирично, трогательно. Любовь русского парня к туркменской девушке тоже показана лирично и трогательно. Есть несколько удачных комедийных сценок, вызывающих дружелюбную улыбку по поводу чадолюбия туркменов, их несколько витиеватой вежливости. Есть и хорошо снятые, динамичные эпизоды, например, укрощение норовистого коня. Но при всем этом в комедии царит слащавый дух, ее персонажи высказывают прописные истины, сюжет движется благодаря внешним приёмам, конфликта, по существу, нет.— Ростислав Юренев — Советская кинокомедия. — М.: Наука, 1964. — 537 с. — стр. 440
Степень отражения в фильме туркменской национальной темы по-разному оценивалось киноведами, так Х. Абул-Касымова считала её недостаточной:

Отказать в лиризме этому фильму действительно нельзя. Убедительно, хотя и с некоторым налетом сентиментальности, показана любовь донского казака Захара и туркменской девушки Гюзель. Тепло и задушевно звучала тема дружбы фронтовых друзей Захара и Керима — русского и туркменского парней. В ряде сцен — укрощение коня, скачки — привлекал динамичный, энергичный монтаж. ... Фильм за исключением некоторых удачных сцен оказался лишенным и подлинного национального колорита. Хотя, казалось бы, здесь было всё: и национальные костюмы, и национальные игры, и национальные скачки!

Отсутствие национального в конфликте Иванов-Барков старался компенсировать богатством этнографического материала. Своеобразный восточный колорит играет в фильме особую самостоятельную роль. Ослепительное южное солнце, бесконечные пески, величественные горы. Выразительны в «Далёкой невесте» и портреты джигитов. Как настоящий туркмен, режиссёр любуется ахалтекинскими скакунами, их смелыми, волевыми наездниками. Динамично сняты скачки, укрощение дикого коня.— 20 режиссёрских биографий: Сборник. — М.: Искусство, 1971. — 391 с. — стр. 115